# Zespół dworsko-parkowy w Tymbarku
Zespół dworsko-parkowy w Tymbarku – położone w miejscowości Tymbark na zboczu góry Zęzów pozostałości zabudowań dworskich, otoczone parkiem ze starodrzewem. 
Z pierwotnego założenia zachował się jedynie stary drewniany dwór z XIX wieku i oranżeria, wybudowana w 1911.
Większość rosnących tu drzew ma ponad 100 lat. Znaczna część z nich jest chroniona jako pomniki przyrody.